# Eucereon picoides
Eucereon picoides là một loài bướm đêm thuộc phân họ Arctiinae, họ Erebidae.